# Glenea badurensis
Glenea badurensis är en skalbaggsart som beskrevs av Stefan von Breuning 1958. Glenea badurensis ingår i släktet Glenea och familjen långhorningar. Inga underarter finns listade i Catalogue of Life.